# Dahmeshöveds fyr

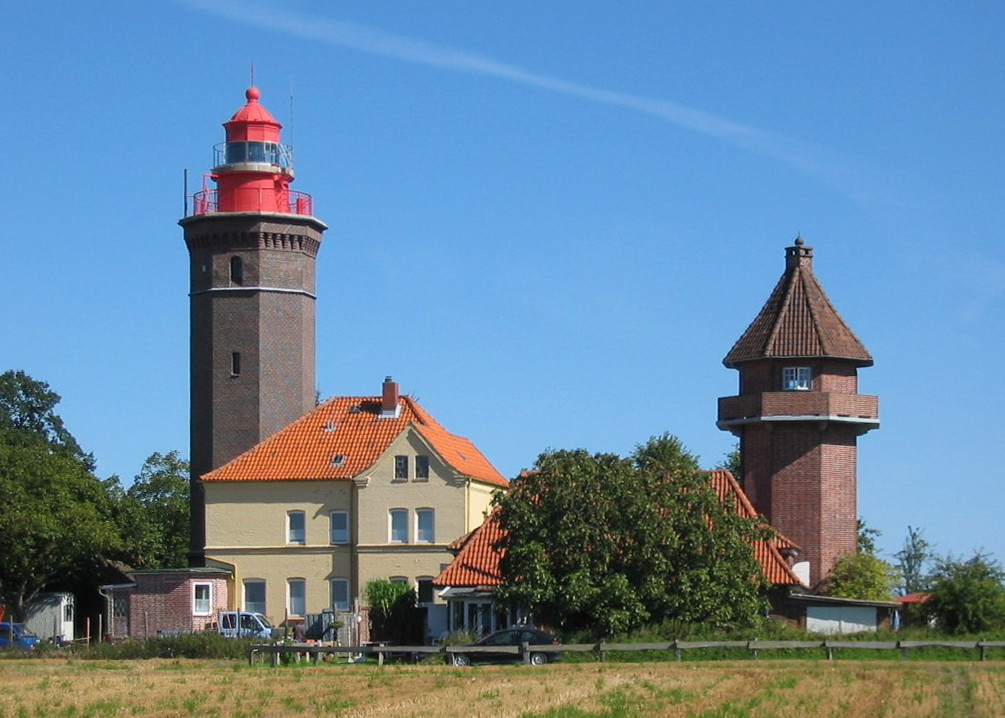
Dahmeshöveds fyr och (till höger) den tyska marinens observationstorn från 1936.

Dahmeshöveds fyr  (på tyska Leuchtturm Dahmeshöved) är en fyr i Kreis Ostholstein i det tyska förbundslandet Schleswig-Holstein. Fyren uppfördes 1878-1880 vid Östersjöns strand cirka 1,5 kilometer söder om badorten Dahme. Fyren kallas även för ”frihetens ljus” (das Licht der Freihet) eftersom den fram till hösten 1989 tjänade DDR-flyktingar som orienteringspunkt på sin flykt till väst. Fyren i Dahmeshöved är ett byggnadsminne och kan besökas av allmänheten.

## Tornet

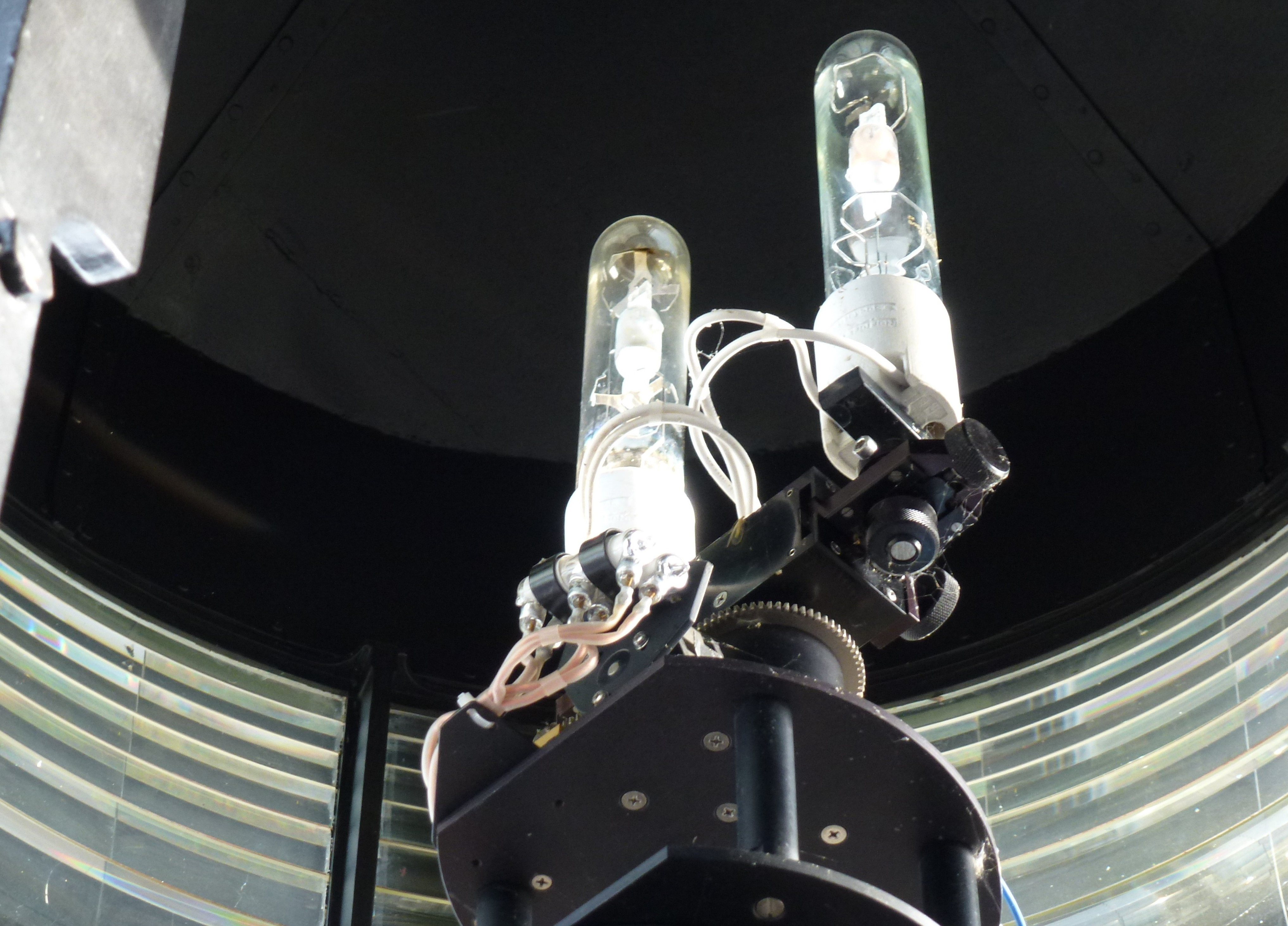
Metallhalogenlampan och reservlampan.

Dahmeshöveds fyr uppfördes på en kulle (nordtyska ”Höved”) som orientering för fartygstrafiken i Mecklenburgbukten samt Lübeckbukten och togs i drift den 1 februari 1880. Tornet har en höjd av 28,8 meter och är en åttkantig tegelkonstruktion, själva lanternan är av järn och fyrens höjd ligger vid 33,7 meter över havet. Inuti tornet leder en spiraltrappa med 103 steg upp till toppen. Från början hade tornet en röd/vit fasadmålning som avlägsnades 1982. År 1936 uppfördes en observationsstation för den tyska marinen intill tornet, som numera är privatbostad. 
Ursprungligen eldades fyren med en fotogenflamma som skickade sitt ljus genom en fresnel-lins till omgivningen. Det ändrades senare till gasdrift och efter 1925 till eldrift. Numera utgörs ljuskällan av en metallhalogenlampa med 400 watt och en ljusstyrka av 140.000 candela. En reservlampa finns i ständig beredskap och kan kopplas in omedelbart. Räckvidden för vitt ljus är cirka 23 sjömil (motsvarande 43 kilometer). Tornet var även utrustat med en nautofon som vid dimma sände med en 400 hertz-ton morsebokstaven "D" (lång-kort-kort).
År 1978 automatiserades Dahmeshöveds fyr och styrs sedan dess via radiolänk från kontrollen i Travemünde. Uppe i tornet finns ett litet vigselrum där par kan gifta sig. I juli 2011 utgav Deutsche Post ett frimärke (valör 90 €-Cent) visande fyrtornet i Dahmeshöved.

## "Frihetens ljus"

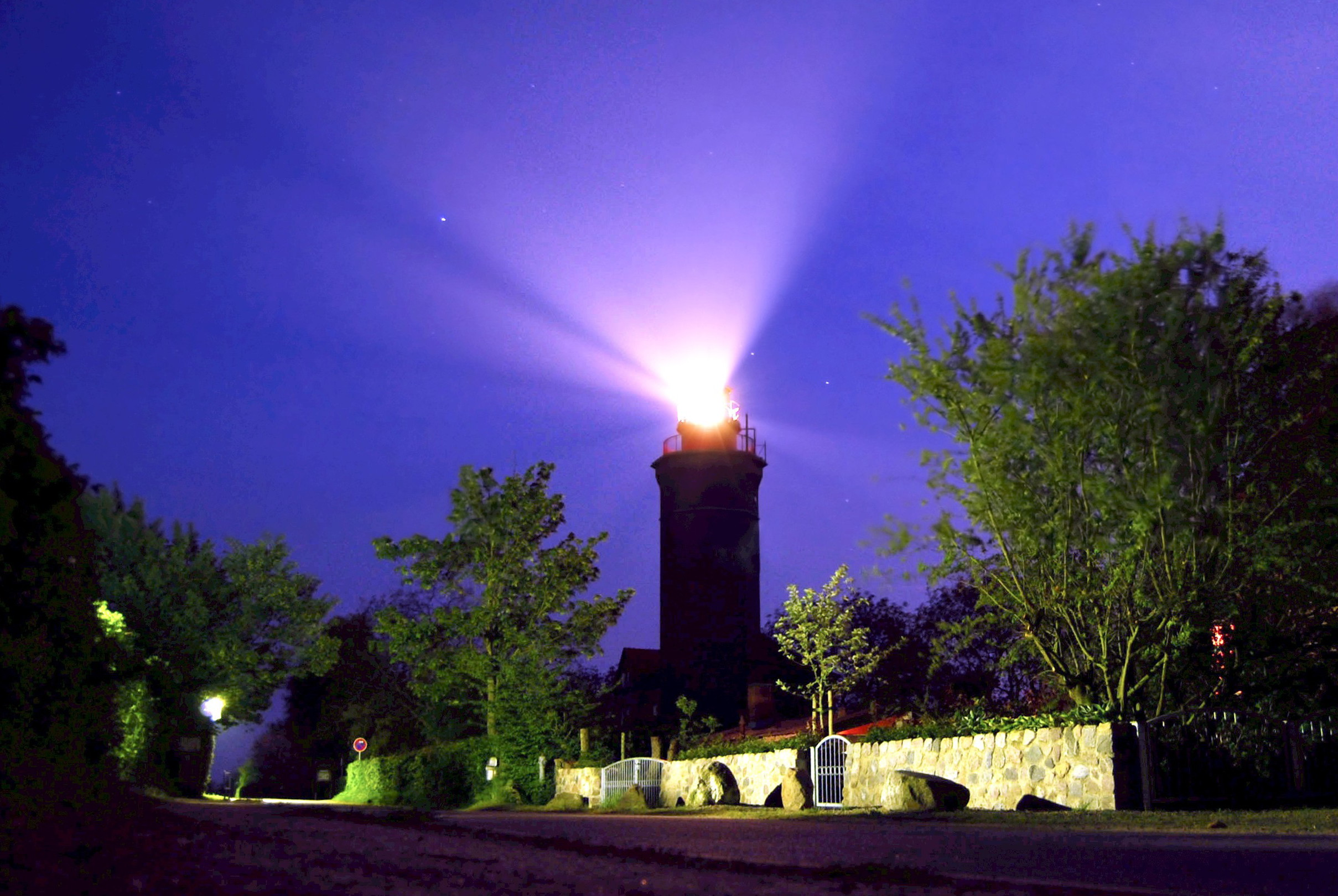
"Das Licht der Freiheit - Frihetens ljus"

Efter 1961 vågade 5609 DDR-medborgare flykten över Östersjön men bara 913 nådde sitt mål Schleswig-Holstein, Danmark eller Sverige. Minst 174 personer dog under sina flyktförsök, resten greps av DDR:s gränsbevakning. Den inomtyska gränsen mellan Väst- och Östtyskland gick mitt genom Lübeckbukten och Dahmeshöveds fyr på västra sidan av bukten nyttjades av DDR-flyktingar som viktig orienteringspunkt. 
De flesta försökte fly på sensommaren, när Östersjövattnet fortfarande var varmt. Man simmade, dök, använde luftmadrass eller självbyggda farkoster och man avvaktade kvällen så att man kunde se Dahmeshöveds fyr på västsidan. Även det gränsavsnittet var hårt bevakat av DDR:s gränsbrigader och vattnet avsöktes ständigt med starka strålkastare. 
Den sista lyckade flykten över Lübeckbukten skedde mellan den 2 och 3 september 1989, då en DDR-medborgare efter 19 timmars simtur räddades i sista stund av besättningen på TT-Lines färja Peter Pan. Han simmade 38 kilometer och vattnet höll 15°C. En minnestavla med texten Über der Ostsee leuchtete für uns das Licht der Freiheit påminner om alla DDR-flyktingar som försökte fly över Östersjön mellan 1949 och 1989.

## Bilder

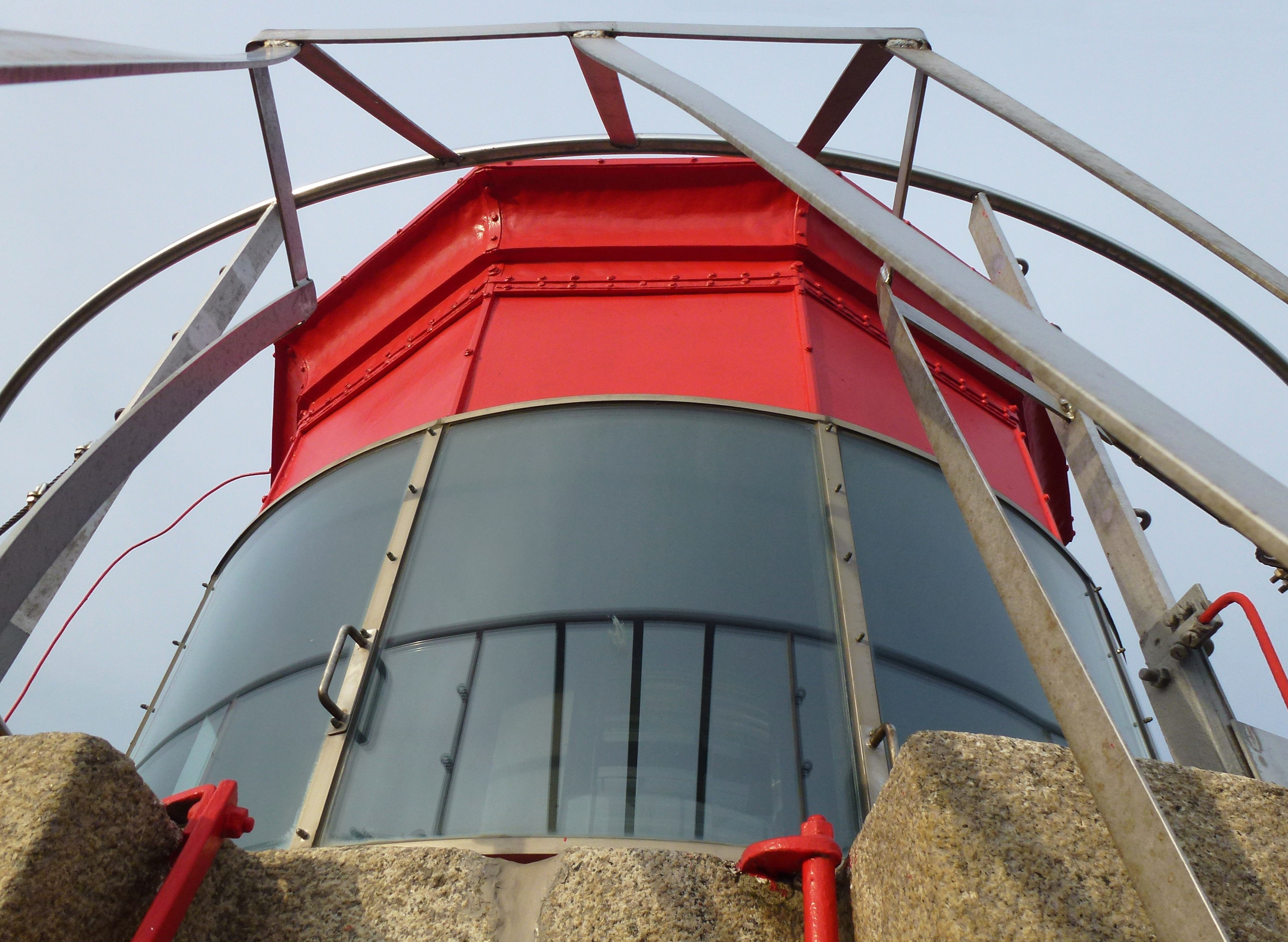
Lanternan
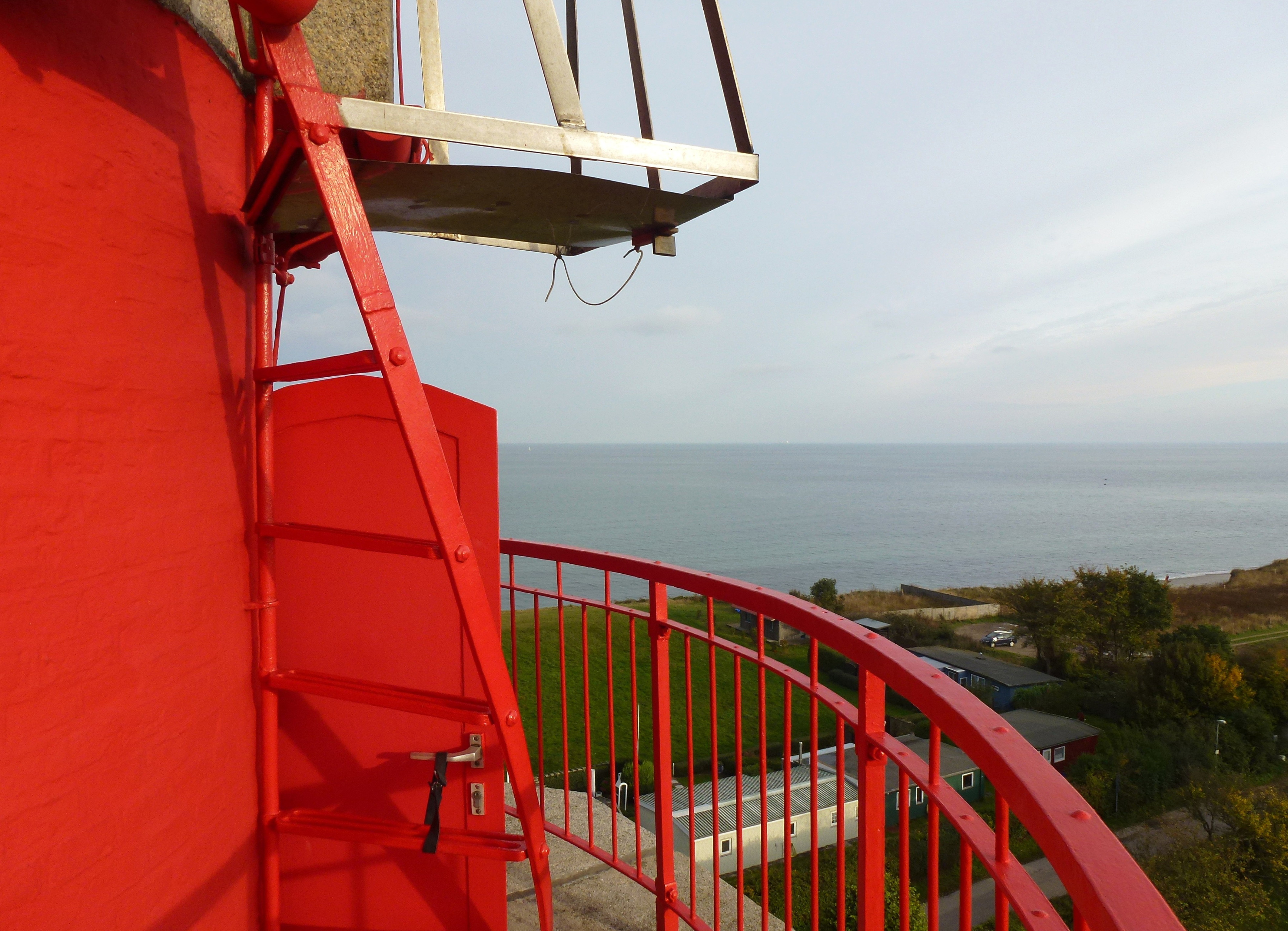
Vy över Lübeckbukten
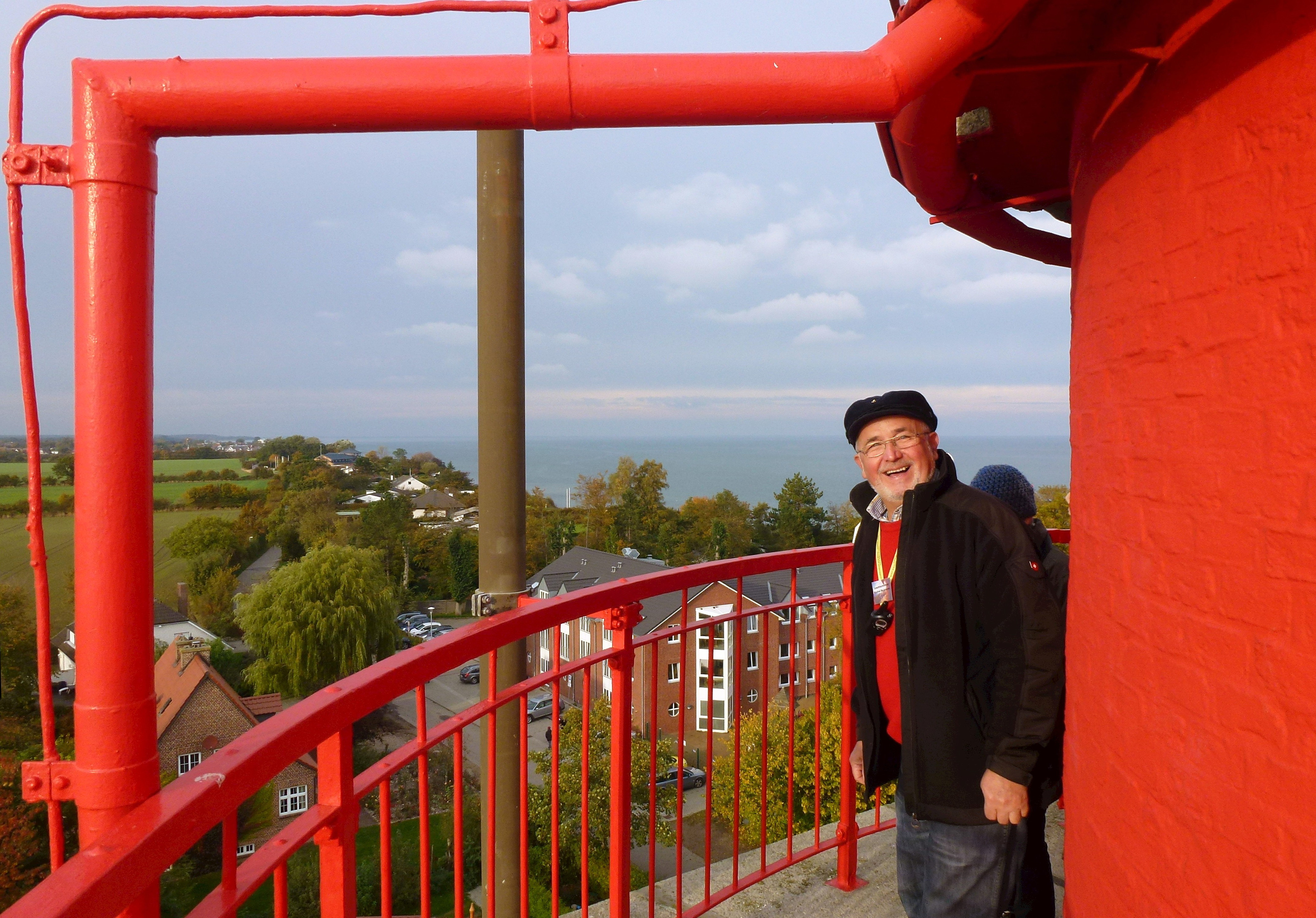
Fyrtornets guide
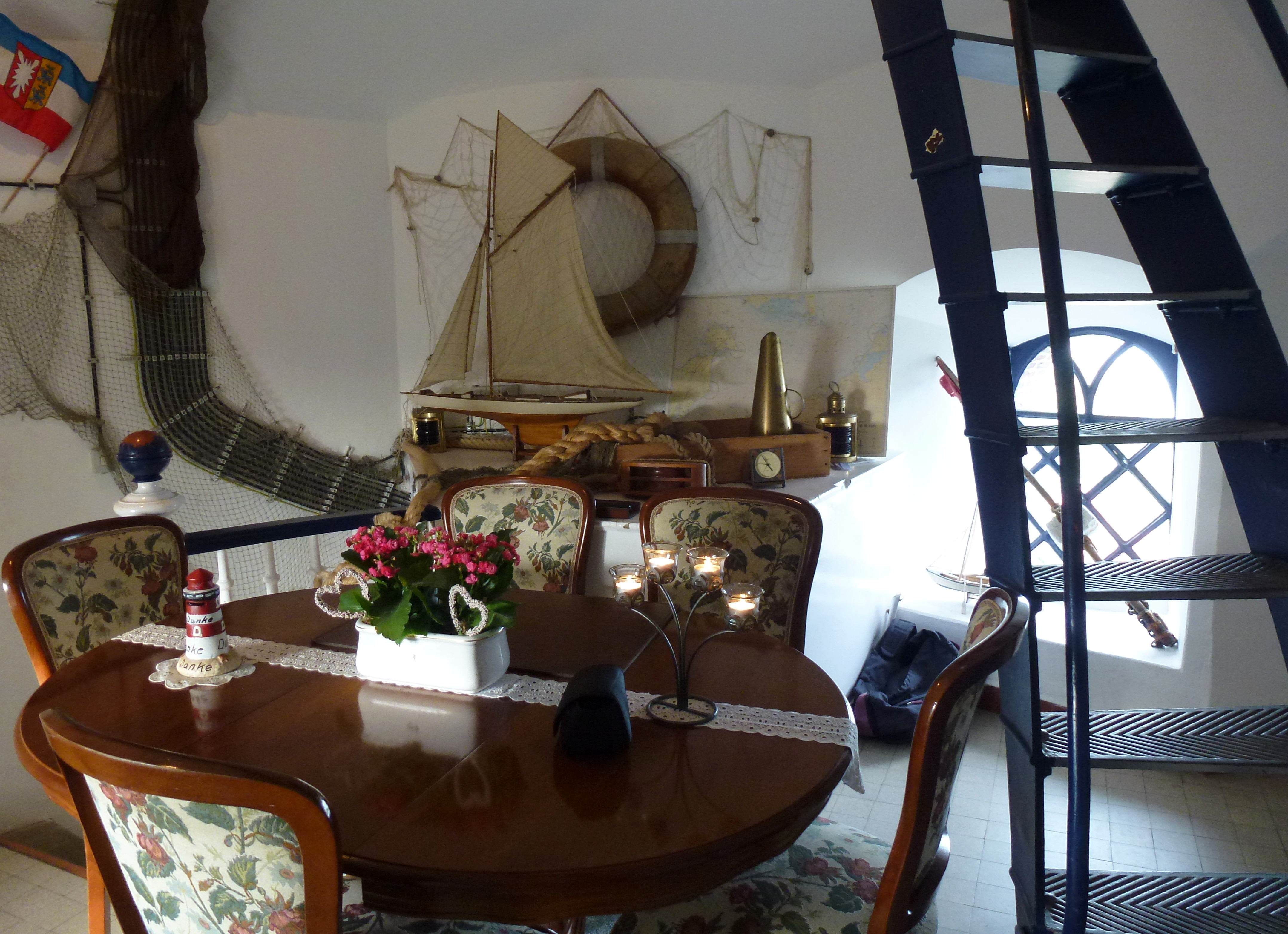
Vigselrummet